# Elton Julian
Elton Julian, né le 16 août 1974 à Las Palmas de Gran Canaria, est un pilote automobile équatorien qui a participé notamment au championnat du monde d'endurance FIA ainsi qu'aux 24 Heures du Mans.

## Biographie

### Débuts en monoplace
Elton Julian est né en Espagne mais doit sa nationalité équatorienne au fait qu'il a passé son enfance dans ce pays, ainsi qu'aux États-Unis. Il parle ainsi français, anglais et espagnol.
Elton Julian parvient en sport automobile aux États-Unis par l'intermédiaire du karting puis pilote en Formule Ford.
En 1992, il s'engage en championnat de Grande-Bretagne de Formule 3 au sein des équipes Alan Docking Racing (en) et Fortec Motorsport. Il remporte une pole position ainsi qu'une course, faisant de lui le plus jeune pilote victorieux dans le championnat. Il rejoint l'année postérieure le championnat de France de Formule 3.
En 1994, il effectue des tests au Castellet au volant de la Larrousse LH94 de  l’équipe française Larrousse engagée en Formule 1. Bien que rapide, il ne peut s'engager dans le championnat l'année suivante du fait des ennuis financiers de l’écurie qui l’empêche de s'aligner en Grand Prix. Il rejoint finalement la saison 1994 du championnat international de Formule 3000. Il reviendra dans le championnat pour la saison 1996.
L'année suivante, il s'engage en championnat d'Allemagne de Formule Renault où il est sacré champion. Ces résultats lui permettent de s'engager l'année postérieure en championnat d'Allemagne de Formule 3 qu'il termine à la 3e place.
Sa carrière s'oriente également vers l’endurance avec l'American Le Mans Series auquel il prend part durant plusieurs saisons. Il participe ainsi aux 24 Heures de Daytona, aux 12 Heures de Sebring et au Petit Le Mans.
Il connait sa première participation aux 24 Heures du Mans lors de l'édition 2005 où il termine 5e. Il reviendra sur l'épreuve en 2012 pour se classer 12e. À savoir qu'il a couru l'épreuve sous deux nationalités : américaine en 2005 et équatorienne en 2012. À noter également qu'il a participé aux essais préliminaires pour l'édition 2011.
C'est durant cette même année qu'il connait une saison complète dans le championnat du monde d'endurance FIA au sein de l’équipe Greaves Motorsport.
Il rejoint ensuite le Blancpain Endurance Series 2015 et participe ainsi aux 24 Heures de Spa.
Il rejoint l'United SportsCar Championship en 2016 et y persévère en 2017. Il abandonne au bout de 16 tours seulement. Il fait de même en ce qui concerne l'European Le Mans Series. Il y participe non seulement en tant que pilote mais aussi en tant que dirigeant puisque c'est au sein de sa propre écurie DragonSpeed qu'il a créée en 2007 et qui a évolué précédemment en Pirelli World Challenge qu'il concourt. Ainsi, en 2017, il engage deux Oreca 07.

## Résultats en compétition automobile

### Résultats aux 24 Heures du Mans
| Année | Équipe             | Équipiers                        | Voiture            | Classe | Tours | Pos. | Class Pos. |
| ----- | ------------------ | -------------------------------- | ------------------ | ------ | ----- | ---- | ---------- |
| 2005  | Racing for Holland | Jan Lammers John Bosch           | Dome S101-Judd     | LMP1   | 346   | 7e   | 5e         |
| 2012  | Greaves Motorsport | Christian Zugel Ricardo González | Zytek Z11SN-Nissan | LMP2   | 348   | 12e  | 5e         |